# Verijärve
Verijärve är en ort i Estland. Den ligger i Võru kommun och landskapet Võrumaa, i den södra delen av landet, 230 km sydost om huvudstaden Tallinn. Verijärve ligger 120 meter över havet och antalet invånare är 153.
Terrängen runt Verijärve är lite kuperad, och sluttar norrut. Runt Verijärve är det glesbefolkat, med 8 invånare per kvadratkilometer. Närmaste större samhälle är Võru, 4,5 km nordväst om Verijärve. I omgivningarna runt Verijärve växer i huvudsak blandskog.